# Фабриціус Михайло Платонович
Михайло Платонович Фабри́ціус (нар. 30 вересня 1847, Київ — пом. 14 березня 1915, там само) — бау-ад'ютант Великого Кремлівського палацу, генерал-майор, чиновник особливих доручень при Кабінеті Його Імператорської Величності. Відомий колекціонер живопису.

## Біографія

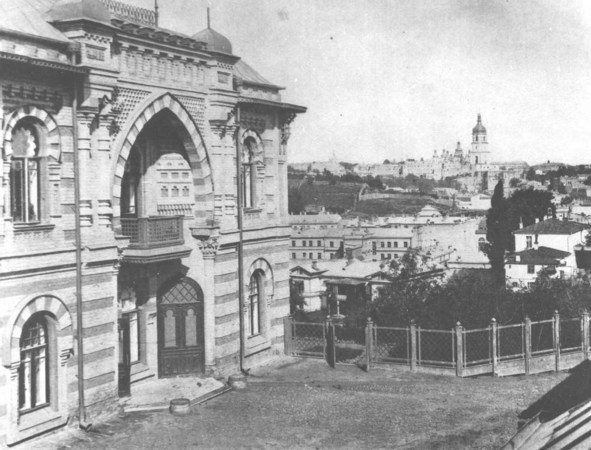
Садиба Фабриціуса у Києві

Православний. Із дворян Київської губернії. Син майора Платона Максимовича Фабриціуса. Землевласник Радомислського повіту (2667 десятин при селі Вишевичі).
Закінчив Київський Володимирський кадетський корпус та Олександрівське військове училище (1867), звідки перейшов до Миколаївського інженерного училища. Після закінчення навчання 12 липня 1868 року випущений був підпоручником у 3-й резервний саперний батальйон.
Чини: поручник (1871), штабскапітан (1873), капітан (1877), підполковник (1881), полковник (1885), генерал-майор (1894).
У 1874 році закінчив Миколаївську інженерну академію за 1-м розрядом. У 1876—1883 роках служив бау-ад'ютантом Великого Кремлівського палацу в Москві. Займався перебудовою низки кремлівських будівель. До коронаційних урочистостей 1883 року підготував проєкт ілюмінації та електричного освітлення Кремля, а також уклав розкішно оформлену, з багатьма цинкографіями і фотогравюрами, монографію «Кремль у Москві: нариси й картини минулого та сьогодення». Книгу тоді ж було перекладено французькою мовою.
15 липня 1883 року вийшов у запас у чині підполковника і переїхав до Києва; 12 лютого 1885 року повернувся на службу і був призначений штаб-офіцером для особливих доручень при окружному інженерному управлінні Київського військового округу, а 30 серпня того ж року отримав чин полковника. Обирався гласним Київської міської думи, пропонував низку проєктів із благоустрою міста. 1884 року придбав садибу на Інститутській вулиці (д. 16), де збудував садибу в псевдомавританському стилі (за власним проектом). Через два роки придбав і сусідню ділянку, на якій звели чотириповерховий прибутковий будинок. У 1899 році обидві ділянки викупив київський забудовник Лев Гінзбург і на місці прибуткового будинку звів знаменитий дванадцятиповерховий будинок.
10 вересня 1894 року призначений генерал-майором із зарахуванням у запас Інженерного корпусу, а 16 вересня того ж року — чиновником особливих доручень при Кабінеті Його Імператорської Величності, а 6 грудня 1902 року — перебувати при Кабінеті. У 1895—1905 роках кілька разів відряджався до Саянського краю і Нерчинського гірничого округу для проведення геолого-розвідувальних досліджень і встановлення можливості видобутку нефритового моноліту. У 1900 році виготовив із кольорового каміння карти Франції для Російського відділу Всесвітньої виставки в Парижі. Крім того, з 1902 року був членом Дорадчого технічного комітету з будівельної частини при Кабінеті. У 1905 році вийшов у відставку.
1904 року був обраний гласним Санкт-Петербурзької міської думи, зі складу якої вибув за жеребом 1 січня 1907 року. У 1910 році повернувся до Києва. З 1909 року був дійсним членом Київського клубу російських націоналістів.

## Колекціонування
Був відомим колекціонером живопису, який почав збирати ще під час служби в Москві, часто відвідуючи Сухарівку. Був дійсним членом Імператорського товариства заохочення мистецтв. Поет Уманов-Каплуновський дав такий портрет Фабриціуса-колекціонера:
Він жив у Петербурзі на вулиці Рубінштейна і там у великій квартирі містилися зібрані ним скарби мистецтва. Буквально всі стіни і простінки від стелі були обвішані полотнами.

Він постійно з великою охотою брав участь у виставках, показуючи шедеври свого музею і на портретній виставці, яка відбулася в 1901 р. в будівлі Академії наук, і в 1905 р. на виставці російських історичних портретів у Таврійському палаці, і на першій керамічній виставці в Петербурзі зачаровував знавців виробами з бірюзи — сережками, зап'ястями, каблучками, брошками, поясами, намистами та іншими прикрасами, гарно розкладеними у вітрині з карельської берези.
1906 року в Санкт-Петербурзі було випущено каталог його колекції — «Картини зібрання М. П. Фабриціус» (Tableaux collection М. de Fabricius). До нього ввійшла 231 картина українських та російських художників (зокрема роботи Боровиковського, Венеціанова, П. А. Федотова, Л. І. Соломаткіна, К. О. Зеленцова, П. П. Верещагіна, С. К. Зарянко та О. А. Іванова) і 72 картини західноєвропейських художників, головним чином старих майстрів (Д. Веласкес, Гоббема, Д. Тенірс-молодший і Караваджо). Крім живопису мав колекцію ювелірних виробів, зібрання цінних зразків нефриту, вивезених із Саянського краю, а також «єдину у своєму роді стару колекцію російських стильних виробів з бірюзи, що належать до кінця XVIII і початку XIX століття». Частину колекції картин було розпродано на аукціонах, іншу частину — подаровано Рум'янцевському музею дочкою Михайла Платоновича. 1917 року в музеї було влаштовано «Залу М. П. Фабриціуса», закриту 1922 року. Після ліквідації Рум'янцевського музею картини із зібрання Фабриціуса було передано до Третьяковської галереї, Музею старої Москви і низки провінційних музеїв.
Помер у 1915 році. Був похований на Аскольдовій могилі.

## Сім'я
Був одружений з донькою московського купця 2-ї гільдії Євгенією Олександрівною Шміт. Їхня єдина донька:
- Ксенія (1887—1942), одружена з морським офіцером О. П. Матвєєвим, померла в блокадному Ленінграді[4]. Їхній син — радянський композитор М. О. Матвєєв[en].

## Нагороди
- Орден Святої Анни 3 ст. (1882)

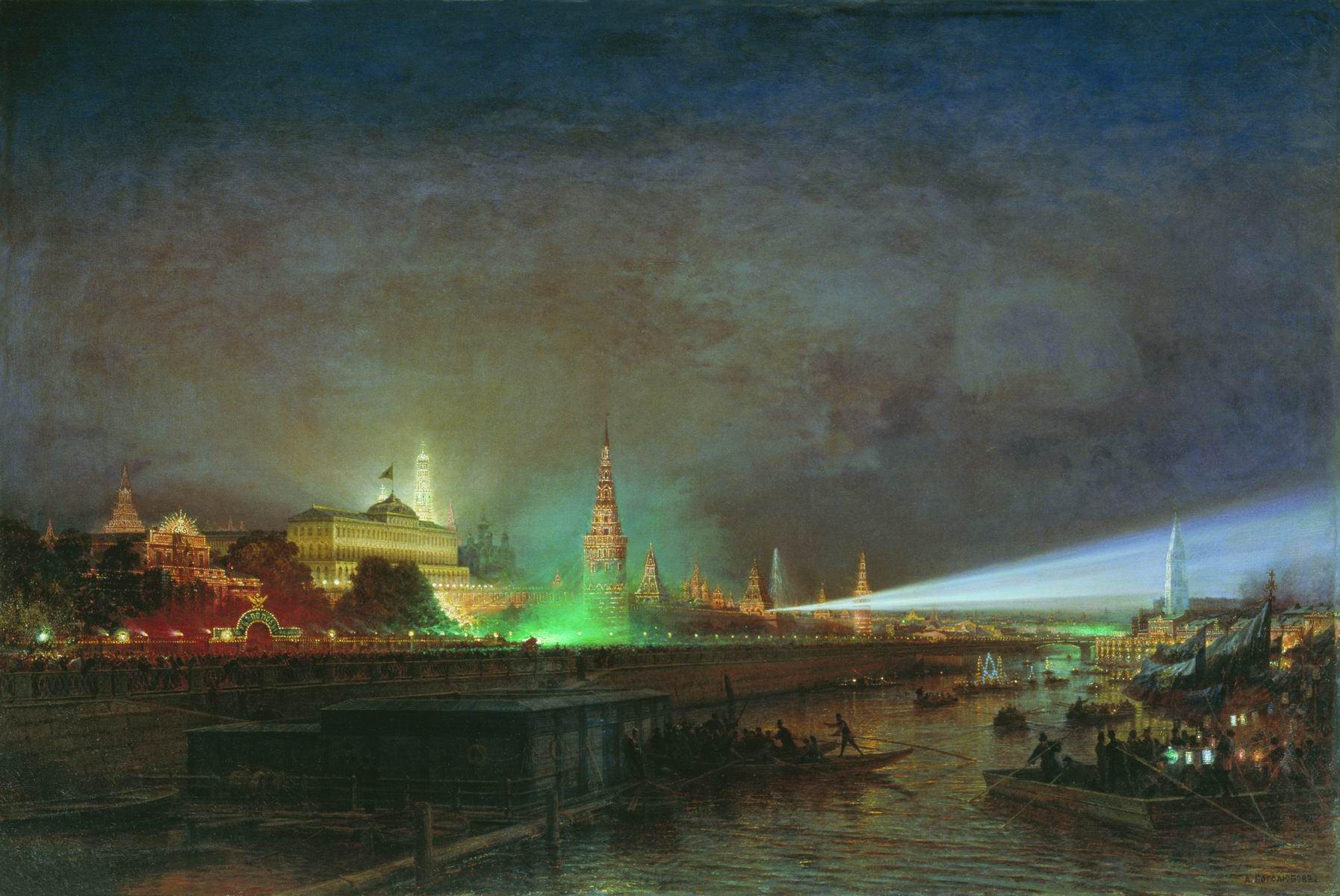
Ілюмінація Кремля у 1883 році

- Орден Святого Станіслава 2 ст. (1883)
- Орден Святого Володимира 4 ст. (1893)
- Орден Святого Станіслава 1 ст. (5 квітня 1898 року)
- Орден Святої Анни 1 ст. (6 квітня 1903 року)
- Найвища милість (12 червня 1903 року)

Іноземні:
- перський Орден Лева і Сонця 3-й ст. (1878)
- бухарський Орден Благородної Бухари, Золотий, 3-й ст.

## Твори
- Кремль у Москві: нариси та картини минулого та сьогодення. — Москва, 1883.
- Про будівництво Полтавської залізниці: записка про значення Києво-Полт. з. д. із продовженням до станції Лозової. — Київ, 1889.
- Саянський край. Короткий географічний нарис краю та опис шляхів та способів сполучення в ньому // Вісник Російського географічного товариства, 1899, т. 35, вип. 1.